# Yūki Hamano
Yūki Hamano (japanisch 濵野 勇気 Hamano Yūki; * 23. Juni 1978 in der Präfektur Kagoshima) ist ein japanischer Fußballspieler.

## Karriere
Hamano erlernte das Fußballspielen in der Universitätsmannschaft der Momoyama-Gakuin-Universität. Seinen ersten Vertrag unterschrieb er 200 bei YKK (heute: Kataller Toyama). Der Verein spielte in der dritthöchsten Liga des Landes, der Japan Football League. Am Ende der Saison 2008 stieg der Verein in die J2 League auf. Ende 2010 beendete er seine Karriere als Fußballspieler.